# Gelis turbator
Gelis turbator là một loài tò vò trong họ Ichneumonidae.